# Pasta al forn

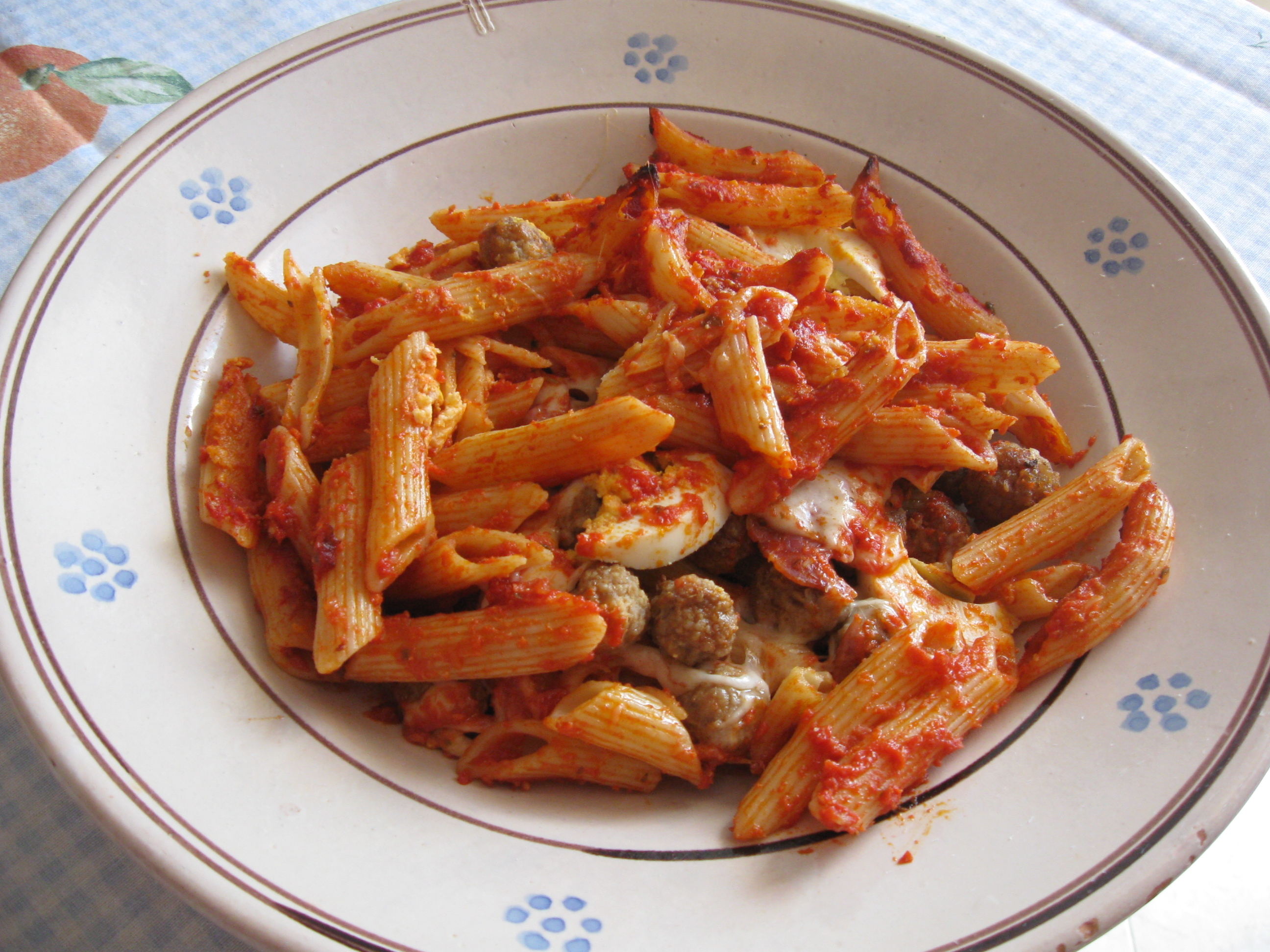
Típica pasta al forn calabresa (Catanzaro) plena de formatge caciocavallo, salami, ous cuits i mandonguilles fregides.

La pasta al forn (pasta al forno) és un plat típic de la gastronomia tradicional italiana fet de pasta, diferents ingredients segons les receptes locals o el que queda a la nevera, i sovint gratinat al formatge o a la beixamel.
Els més utilitzats són carn, peix, formatge i tomàquet però hi ha desenes de variants i qualsevol cuiner inspira pot utilitzar els ingredients dels quals disposa casualment. La versió siciliana, entre els seus ingredients, inclou també les albergínies, en general tallades a rodanxes fines i fregides. Els preparatius, poden ser múltiples i originals: hi ha versions força esteses amb salses blanques amb ceba i la carn picada i beixamel, que es recorre per millorar el farciment de verdures fetes amb carxofes o xicoira.
Plantilla:Anelletti al forno